# Purnendu Sekhar Naskar
Purnendu Sekhar Naskar es un político y diplomático indio retirado.
- En 1962 fue elegido con 167028 votos en el Mathurapur (Lok Sabha constituency) al Lok Sabha hasta 1967.
- De 1968 a 1973 fue Alto Comisionado en Wellington (Nueva Zelanda).
- De 1973 a 1975 fue embajador en Manila (Filipinas).[1]